# Sierra Morena (Schiff)
Die Sierra Morena war ein Passagierschiff des Norddeutschen Lloyd (NDL) in Bremen, das für den Dienst nach Südamerika 1924 gebaut wurde. Ab 1928 wurde es auch für Kreuzfahrten eingesetzt. 1934 wurde es an die Deutsche Arbeitsfront (DAF) für deren KdF-Kreuzfahrten verchartert und in Der Deutsche umbenannt. Das Schiff wurde 1935 von der DAF erworben, aber weiterhin vom NDL bereedert.
Im Zweiten Weltkrieg diente das Schiff als Transporter und Wohnschiff. Als Verwundetentransporter in der Schlussphase des Krieges auf der Ostsee eingesetzt, wurde es am 3. Mai 1945 nach britischen Bombentreffern beim Feuerschiff Fehmarnbelt auf Grund gesetzt.
1947 wurde das Schiff gehoben und auf der Warnowwerft für die Sowjetunion repariert. Im Juni 1950 wurde das Schiff als Asia wieder in Dienst gestellt und in den Fernen Osten verlegt.

## Geschichte
Ab 1912 hatte der Norddeutsche Lloyd vier Schiffe der ersten Sierra-Klasse in Dienst genommen, die ihm einen Anteil am Auswanderer- und Arbeiterverkehr nach Südamerika sichern sollten. Diese Schiffe waren durch die Folgen der Niederlage im Ersten Weltkrieg verloren gegangen. Für die Rückgewinnung der verlorenen Position auf dieser Route wurden ab 1922 vom NDL spezielle Neubauten eingestellt. Nach der Sierra Nevada (ab 1925 Madrid), einem Nachbau der Vorkriegsschiffe mit zwei Schornsteinen, entstanden auf der Vulkan-Werft in Bremen-Vegesack drei größere Zweischornsteiner von über 11.000 BRT. Während die beiden ersten Schiffe (Sierra Ventana, Sierra Cordoba) auch die Namen der Vorkriegsschiffe übernahmen, erhielt das letzte, am 3. Juni 1924 vom Stapel gelaufene Schiff den bislang nicht vom NDL genutzten Namen Sierra Morena, nach dem spanischen Mittelgebirge zwischen Andalusien und Kastilien.
Die am 10. Oktober 1924 vom NDL übernommene Sierra Morena war mit 11.430 BRT vermessen, 155,7 m lang, 18,84 m breit und hatte einen Tiefgang von 7 m. Die Mastenhöhe war 34,5 m über Deck. Mit einer Maschinenstärke von 6.400 PS wurde eine Höchstgeschwindigkeit von 14,5 kn erreicht. Das Schiff hatte, wie die beiden Schwesterschiffe, Platz für 1.100 Passagiere in zwei Klassen: bis zu 157 Kabinenpassagieren I. Klasse sowie 522 Fahrgäste III. Klasse in Kammern und weitere 414 in Schlafsälen. Das Schiff verfügte über 18 Rettungsboote und war in elf wasserdichte Abteilungen unterteilt. Die Besatzung betrug 300 Mann. Die im La-Plata-Dienst laufende Sierra Morena wurde im Sommer 1928 erstmals auch zur Durchführung einer Kreuzfahrt herangezogen, wobei sie Platz für 800 Reisende bot. Während die beiden Schwesterschiffe auch auf anderen Linien zum Einsatz kamen, endete der Liniendienst der Sierra Morena 1934 auf der La Plata-Route, die sie seit 1932 nicht mehr mit ihren Schwesterschiffen, sondern mit den vom NDL übernommenen Hamburg-Süd-Schiffen Cap Norte als Sierra Salvada und Antonio Delfino als Sierra Nevada bediente. 1934 musste sich der NDL im Zuge der staatlich gelenkten Neuordnung der Fahrtgebiete der deutschen Reedereien vom Passagierdienst zur Ostküste Südamerikas zurückziehen.

### KdF-SchiffDer Deutsche

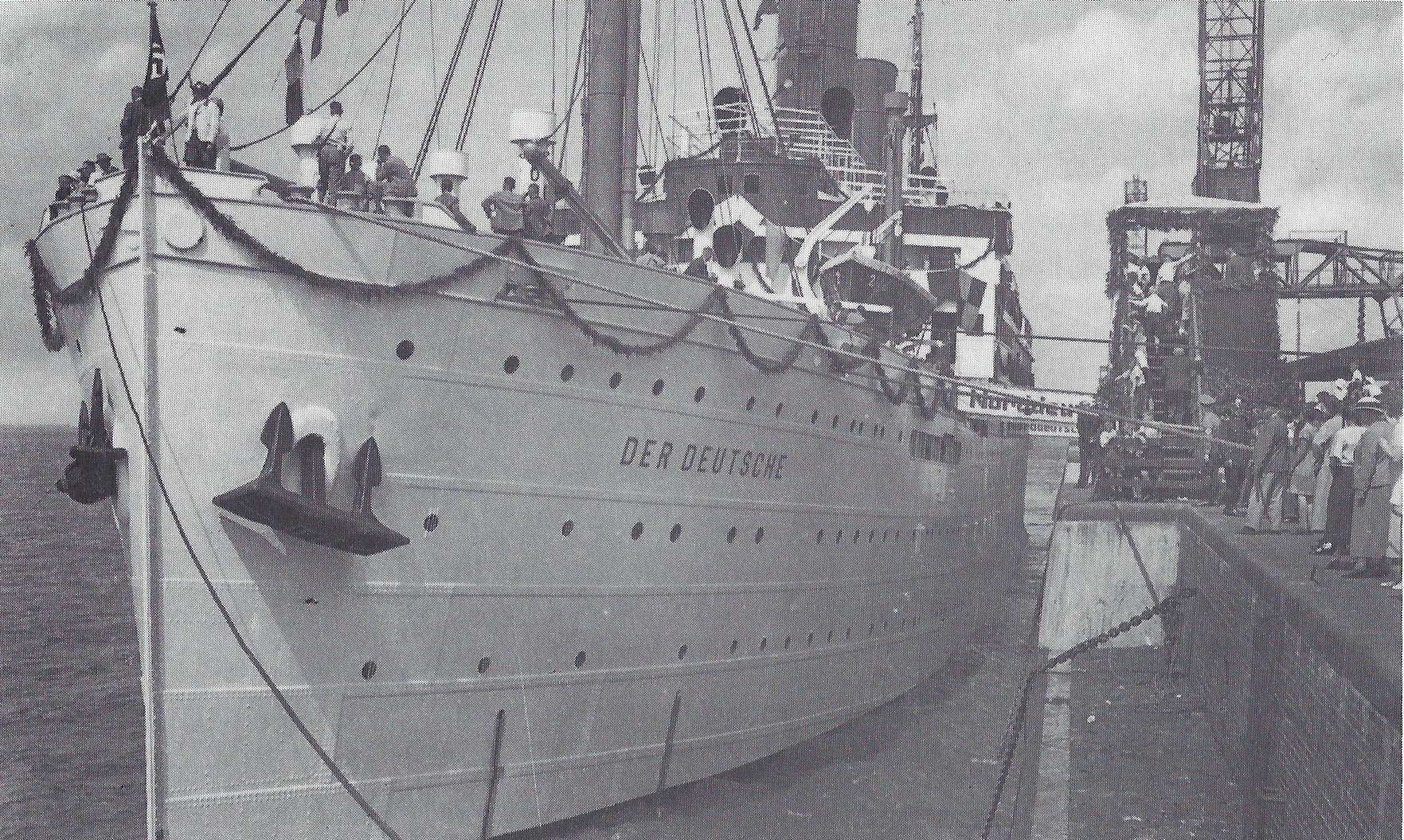
Der Deutsche

Nach dem Untergang der gecharterten Dresden im Juni 1934 charterte die Deutsche Arbeitsfront (DAF) die Sierra Morena, benannte sie am 20. Juli 1934 in Der Deutsche um und setzte sie schon zwei Tage später für Kreuzfahrten der nationalsozialistischen Gemeinschaft „Kraft durch Freude“ (KdF) als Einklassenschiff für 1.000 Passagiere ein. 1935 kaufte die DAF das Schiff als erstes Schiff einer eigenen Flotte, wobei der Norddeutsche Lloyd den Dampfer aber weiter bereederte. Auch das Schwesterschiff Sierra Cordoba wurde angekauft und zu einem Ein-Klassen-Schiff umgebaut. Der Umbau der Schiffe erwies sich als notwendig, da die bisherigen Mehrklassenschiffe zu Ärger unter den Fahrgästen führten. Als bereits umgebautes Ein-Klassen-Schiff wurde dazu die Oceana der Hapag in Dauercharter genommen. Im März 1935 wurde erstmals ein KdF-Reise mit Landgang angeboten, als Der Deutsche, Sierra Cordoba, Oceana sowie die Stuttgart des NDL und die St. Louis der Hapag mit 3.000 Fahrgästen Lissabon und Madeira (sog. 1. „Madeira-Fahrt“ der DAF) anliefen. Im Winter verlegte die „KdF-Flotte“ (Der Deutsche, Sierra Cordoba, Oceana) auch erstmals ins Mittelmeer und führte von Genua über Neapel, Palermo und Bari nach Venedig und mit neuen Fahrgästen auf der Rückfahrt Italienreisen mit Landausflügen durch. Daneben wurden die ursprünglichen fünftägigen „Fjordreisen“ im Sommer angeboten. Der in der Regel geschlossene Einsatz der Schiffe war gewollt und sollte das für „alle Volksgenossen“ bestehende Angebot demonstrieren. Elf Italien-Reisen wurden noch von November 1937 bis zum 5. April 1938 von den drei genannten Stammschiffen der DAF durchgeführt. Im folgenden Winter ließ die politische Lage dies nicht mehr zu. Das riesige Interesse an den Fahrten führte 1938 noch zum Ankauf der Oceana und der Stuttgart des NDL, die auch zum Ein-Klassen-Schiff umgebaut wurde. Die Hamburg-Süd, die ihre Monte-Schiffe auch zur Verfügung stellte, baute sie seit 1935 weitgehend um, gab aber kein Schiff ab.
Im März 1939 wurde Der Deutsche mit den anderen KdF-Schiffen (darunter die Neubauten Wilhelm Gustloff und Robert Ley) zum Rücktransport der Legion Condor eingesetzt. Im Herbst erfolgte dann ein einmaliger Einsatz des Schiffes im Seedienst Ostpreußen nach dem Überfall auf Polen. Die rasche Reparatur der Weichselbrücken und die Annexion polnischer Gebiete führten zur Abschaffung des Seedienstes.
Der Deutsche wurde dann an der Rückführung der Baltendeutschen ins Reich beteiligt. Nach dem Hitler-Stalin-Pakt vereinbarte das Deutsche Reich mit Estland am 15. Oktober 1939 und Lettland am 30. Oktober 1939 Umsiedlerverträge. Bis zum Jahresende waren bereits mehr als 50.000 Deutsche aus Lettland und etwa 14.000 aus Estland umgesiedelt, die Mehrzahl in den gerade annektierten Gau Wartheland und nach Danzig-Westpreußen. Für diese Einsätze wurden aus verschiedenen Häfen Lettlands und Estlands eine Vielzahl von in Deutschland befindlichen Passagierschiffen, darunter die Ostasien-Schnelldampfer Gneisenau und Potsdam als größte Schiffe und auch drei Ostasienfrachter des NDL herangezogen, die diese Umsiedlung in 169 Fahrten nach Danzig, Gotenhafen, Memel, Stettin und Swinemünde bewältigten.
Im Zweiten Weltkrieg diente Der Deutsche als Transporter und dann als Wohnschiff in Danzig und Gotenhafen für U-Boot-Besatzungen. Als Verwundetentransporter in der Schlussphase des Krieges auf der Ostsee eingesetzt, wurde sie 1945 auch zum Transport von Flüchtlingen genutzt. Ihre erste Fahrt begann am 25. Januar 1945 in Pillau zusammen mit der General San Martin. Am 3. Mai 1945 wurde Der Deutsche mit Flüchtlingen an Bord nach britischen Bombentreffern beim Feuerschiff Fehmarnbelt auf Grund gesetzt.

### Sowjetisches PassagierschiffAsia
Der Deutsche wurde nach dem Zweiten Weltkrieg 1946 der Sowjetunion als Kriegsbeute zugesprochen. 1947 wurde das Schiff gehoben und nach Warnemünde gebracht. Auf der Warnowwerft erfolgte die Reparatur und am 9. Juni 1950 wurde die ehemalige Sierra Morena als  Asia unter sowjetischer Flagge wieder in Dienst gestellt. Jetzt mit einem breiten Schornstein ausgestattet kam der Passagierdampfer im fernen Osten zwischen Wladiwostok und Kamtschatka zum Einsatz, wohin auch die in Warnemünde instandgesetzte Sibir (ex Oceana) verlegt worden war. 1959 wurde die Außerdienststellung erwogen, aber es erfolgte eine Modernisierung in Wladiwostok. Das Schiff wurde auf Ölfeuerung umgestellt und kam im September 1962 wieder zwischen Wladiwostok und Kamtschatka in Dienst. Die Asia blieb bis Januar 1967 im Dienst und wurde 1970 verschrottet.

## Schicksal der Schwesterschiffe
| Stapellauf in Dienst  | Name               | Tonnage             | BauNr. | Schicksal |
| --------------------- | ------------------ | ------------------- | ------ | --- |
| 16.05.1923 30.08.1923 | Sierra Ventana (2) | 11392 BRT 10750 tdw | 610    | 8. September 1923 Jungfernfahrt nach New York, erst 1924 erstmals nach Südamerika, bis 1931 Einsatz auf beiden Routen (auch nach Kanada), ab März 1932 Einsatz nach Kuba und Mexiko, August 1935 Verkauf nach Italien, umbenannt in Sardegna, am 29. Dezember 1940 als Truppentransporter vor Valona vom griechischen Unterseeboot Proteus versenkt, das anschließend vom italienischen Torpedoboot Antares versenkt wurde |
| 26.09.1923 20.01.1924 | Sierra Cordoba (2) | 11469 BRT 10780 tdw | 611    | 26. Januar 1924 Jungfernfahrt zum La Plata, ab 1927 auch Kreuzfahrten, 1928 bis 1932 auch vier Nordatlantikrundreisen, 1935 an die Deutsche Arbeitsfront für KdF-Reisen verkauft, im Krieg Wohnschiff in Kiel und Hamburg, von den Briten 1945 übernommen und im Januar 1946 ausgebrannt, als Wrack auf Schleppreise nach Schottland im Januar 1948 vor Esbjerg gesunken                                                   |